# Бакуњо (Ријети)
Бакуњо је насеље у Италији у округу Ријети, региону Лацио.
Према процени из 2011. у насељу је живело 105 становника. Насеље се налази на надморској висини од 753 м.